# El día de mañana
El día de mañana és una sèrie de televisió espanyola original de Movistar+ produïda en col·laboració amb MOD Producciones. Creada per Mariano Barroso i Alejandro Hernández, sobre la novel·la homònima d'Ignacio Martínez de Pisón. Narra la història teixida entorn de la vida de Justo Gil després de la seva arribada a la Barcelona de la segona meitat dels anys 60, i fins a l'arribada de la democràcia. Consta de sis episodis, d'uns 50 minuts de durada aproximada cadascun. Es va estrenar el 22 de juny en la plataforma Movistar+.

## Sinopsi
Justo Gil, un jove inquiet i ple d'ambicions, arriba com un immigrant més a la pròspera i prometedora Barcelona dels 60 sense res en les butxaques i disposat a convertir-se en un home d'èxit. La ciutat, en ple viratge cap a la modernitat, sembla sens dubte el lloc ideal per a això: un oasi de llibertat, possibilitats i futur a la meitat de l'erm del franquisme.
En la seva carrera cap al cim, la vida de Just es creuarà amb la de Carme Román, una jove aspirant a actriu amb la qual iniciarà una història d'amor que els perseguirà durant anys. I també amb Mateo Moreno, policia de la temuda Brigada Social que l'internarà en una fosca xarxa d'espionatges i delacions al mateix temps que es converteix en un estrany amic per Justo.
Buscant el seu lloc a la ciutat, Justo, Carme i Mateo s'aniran barrejant amb cobejosos empresaris, joves troneres de la 'gauche divine', policies sense escrúpols, estudiants rebels o membres de la resistència antifranquista: habitants d'una ciutat en ebullició que travessa un moment irrepetible.

## Repartiment
Repartiment Principal
- Oriol Pla, com Justo Gil
- Aura Garrido, com Carme Román
- Jesús Carroza, com el policia Mateo Moreno
- Karra Elejalde, como el Comissari Landa

Repartiment Secundari
- David Selvas
- Pere Ponce
- Nora Navas
- David Marcé
- Dafnis Balduz
- Pol López
- Max Megías

## Premis i nominacions
Premis Iris
| Any  | Categoria                          | Nominats                              | Resultat |
| ---- | ---------------------------------- | ------------------------------------- | -------- |
| 2018 | Millor ficció (sèrie de televisió) | Millor ficció (sèrie de televisió)    | Nominat  |
| 2018 | Millor interpretació masculina     | Oriol Pla                             | Nominat  |
| 2018 | Millor interpretació femenina      | Aura Garrido                          | Nominada |
| 2018 | Millor direcció                    | Mariano Barroso                       | Nominat  |
| 2018 | Millor guió                        | Mariano Barroso i Alejandro Hernández | Nominat  |